# Ahmed Saad Osman
Ahmed Tarek Saad Osman (ur. 7 sierpnia 1979 w Bengazi) – piłkarz libijski grający na pozycji napastnika.

## Kariera klubowa
Karierę piłkarską Saad rozpoczął w klubie Al-Nasr Bengazi. W 2000 roku zadebiutował w jego barwach w pierwszej lidze libijskiej. W 2003 roku osiągnął swój pierwszy sukces w karierze, gdy zdobył z Al-Nasr Puchar Libii. W zespole tym występował do końca sezonu 2004/2005, a latem 2005 przeszedł do Al-Ahly Trypolis. W 2006 roku zdobył z nim swój drugi krajowy puchar w karierze. W sezonie 2011/2012 grał w Club Africain Tunis.

## Kariera reprezentacyjna
W reprezentacji Libii Saad zadebiutował w 2001 roku. W 2006 roku w Pucharze Narodów Afryki 2006 rozegrał 3 spotkania: z Egiptem (0:3), z Wybrzeżem Kości Słoniowej (1:2) i z Marokiem (0:0).